# Ставка Гіммлера під Житомиром
Ставка Гіммлера під Житомиром — польова ставка райхсфюрера СС Генріха Гіммлера під назвою Гегевальд (нім. Hegewald «Заповідний ліс») у часи Німецько-радянської війни.

## Розташування
Ставка розмістилась у лісі округи Геґевальд Генеральної округи Житомир, поблизу сучасного селища Гуйва Житомирської області.

## Історія
У роки Другої світової війни керівники ворожих країн будували добре захищені секретні командні пункти для забезпечення власної безпеки. Особливо великих успіхів у такому будівництві досягла Німеччина. Щоб захистити найвищих чинів вермахту від можливих замахів, було побудовано шістнадцять підземних ставок. Три з них було розташовано на території України. Дві — Вервольф («Вовкулака») і Штайнбрух («Каменоломня»), призначені відповідно для Адольфа Гітлера і райхсмаршала Германа Герінга були у Вінницькій області. Третю — Гегевальд («Заповідний ліс») — було споруджено на місці сучасного селища Гуйва, неподалік траси Житомир—Вінниця. Господарями Гегевальда повинні були стати райхсфюрер СС Генріх Гіммлер, райхсміністр доктор Ганс Ламмерс і міністр закордонних справ Йоахім Ріббентроп.
Командний пункт «Заповідний ліс» площею близько 1,2 тис. м² будували з 10 жовтня 1941 по 1 липня 1942 року радянські військовополонені під наглядом есесівців. Усіх жителів сіл, розташованих поблизу будівництва, виселили, а резиденцію відгородили від зовнішнього світу трьома тисячами метрів колючого дроту. Територія ставки була ретельно замаскована зеленими насадженнями. У двоповерховій будівлі розмістився штаб військового керівництва. Два залізобетонні наземні бункери (типу Regelbau 101) з товстими триметровими стінами, поєднувалися між собою підземним тунелем. Зверху споруди вкриті значним шаром спеціальної гуми. Над об'єктом було розтягнуто маскувальну сітку і споруджено фальшивий дах. На фотографії з повітря все це виглядало як звичайний будинок. Таким способом німці хотіли убезпечити ставку від можливого знищення радянською авіацією або артилерією.
Арматура і труби водопостачання у бункері були з антикорозійним покриттям зі сплаву, склад якого фахівці не можуть розгадати дотепер. Словом, усе було влаштовано за останнім словом техніки, в тому числі прямий зв'язок із Берліном. Будівельники не забули і про здоровий спосіб життя — на галявині біля бункера обладнали корт для тенісу, до послуг гостей були і прогулянки на конях.
Гіммлер бував у ставці тільки тоді, коли у Вервольф приїжджав Гітлер. Це не завадило «Залізному Генріху» провести у своєму «заповідному лісі» кілька історично важливих зустрічей.
Так, у серпні 1942 року у ставку до Гіммлера таємно приїжджав шеф політичної розвідки Німеччини Вальтер Шелленберг. У ході зустрічі вони обговорили план усунення Гітлера від влади, згідно з яким Німеччина припиняла війну і укладала сепаратний мир із країнами Заходу. Шелленберг вважав, що саме Гіммлер повинен замінити фюрера, і чим швидше це відбудеться — тим краще для німецького народу. Одначе втілити цей план у життя змовникам не вдалося.
Крім Шелленберга в Гегевальді побували Ламмерс, Ріббентроп і райхскомісар України Еріх Кох.

Наприкінці літа 1942 року у «Заповідному лісі» відбулася нарада найвищих чинів поліції і командирів частин СС. Тоді Гіммлер зачитав відомий план «Ост», який передбачав колонізацію окупованих східних територій:
«Наступного року, ми остаточно захопимо і ті території європейської Росії, які ще нами не завойовані. У найближчі двадцять років ми повинні заселити німцями Білорусь, Литву, Естонію, Латвію та Крим. В інших областях ми організуємо вздовж доріг невеликі міста з населенням у 10-20 тисяч жителів під охороною наших гарнізонів. Поблизу цих міст будуть наші автостради, а в радіусі 10 кілометрів — німецькі села, щоб наші люди жили в німецькому оточенні. Ці поселення-перлини спочатку поширяться до Дону і Волги, а потім, я сподіваюся, і до Уралу та будуть завжди поставляти нам здорове потомство німецької крові».
Дотримуючись вищевикладеного плану, вже в серпні 1942 року Гіммлер віддав наказ організувати навколо своєї резиденції перші поселення «справжніх німецьких селян», з якими йому було б жити веселіше і безпечніше, ніж з українськими. Передбачалося організувати три такі поселення: Келенфельд — на місці міста Калинівка біля Вінниці, Фьорстерштадт — на північ від Житомира, між Черняховим і Коростенем та Гегевальд (на честь ставки Гіммлера) — між Житомиром і Бердичевом. Саме ці місця, на переконання райхсфюрера, повинні були стати зародком майбутньої Остготскої імперії.
Жителів сіл, що знаходилися на території майбутньої колонії Гегевальд, планували переселити в інші області України: Київську, Дніпропетровську, Херсонську, Сталінську (Донецьку). На їхнє місце повинні були поселитися фольксдойчі.
Виселення українських селян німці проводили без попередження. Як правило, на світанку поселення оточував німецький поліційний загін, іноді у супроводі бронетранспортерів і танків. Німецький комендант і його охоронці заходили у хати і наказували мешканцям негайно виселитися. Вигнанцям дозволялося на три оселі мати один віз, запряжений у більшості випадків коровою — коней брати з собою не дозволяли. Забирати з собою своє господарство: худобу, птицю, а також запаси їжі — заборонялося.
На 12 годину дня, коли село вже було очищено від українського населення, приїжджали машини з німецькими колоністами. За наказом коменданта вони роз'їжджалися по селі займати «свої» хати, на воротах яких були завчасно позначені крейдою прізвища нових мешканців. Кожен німецький поселенець ставав повноправним господарем всього майна, залишеного українцями.
Офіційною датою відкриття колонії стало 1 жовтня 1942 року. Керував нею гаупткомісар. Всі укази, які видаються окупаційною владою для українського населення, мешканців колонії не стосувалися — тут діяли тільки німецькі закони і порядки.
У грудні 1942 року радянські розвідники із загону Дмитра Медведєва взяли в полон підполковника фон Райста. Серед цінних секретних паперів, була виявлена топографічна карта зв'язку. Саме в цьому документі червоною лінією позначалися підземні комунікаційні кабелі не тільки резиденцій Гітлера і Герінга, але й Гегевальда. Безцінні дані про місця перебування головних осіб Третього Рейху розвідники негайно відправляли в Москву. Однак під час війни Кремль цією інформацією не скористався.

## Сучасність
Після закінчення війни про існування Гегевальда світ дізнався завдяки мемуарам Шелленберга. У 1956 р. у Лондоні вийшла його книжка «Лабіринт», у якій він згадує про свою зустріч з Гіммлером у його ставці під Житомиром.
Радянська влада не розголосила правду про Гегевальд.
Дотепер збереглись бункери та двоповерхова будівля колишньої німецької канцелярії, також в гарному стані гідранти і стара бруківка.

## Галерея

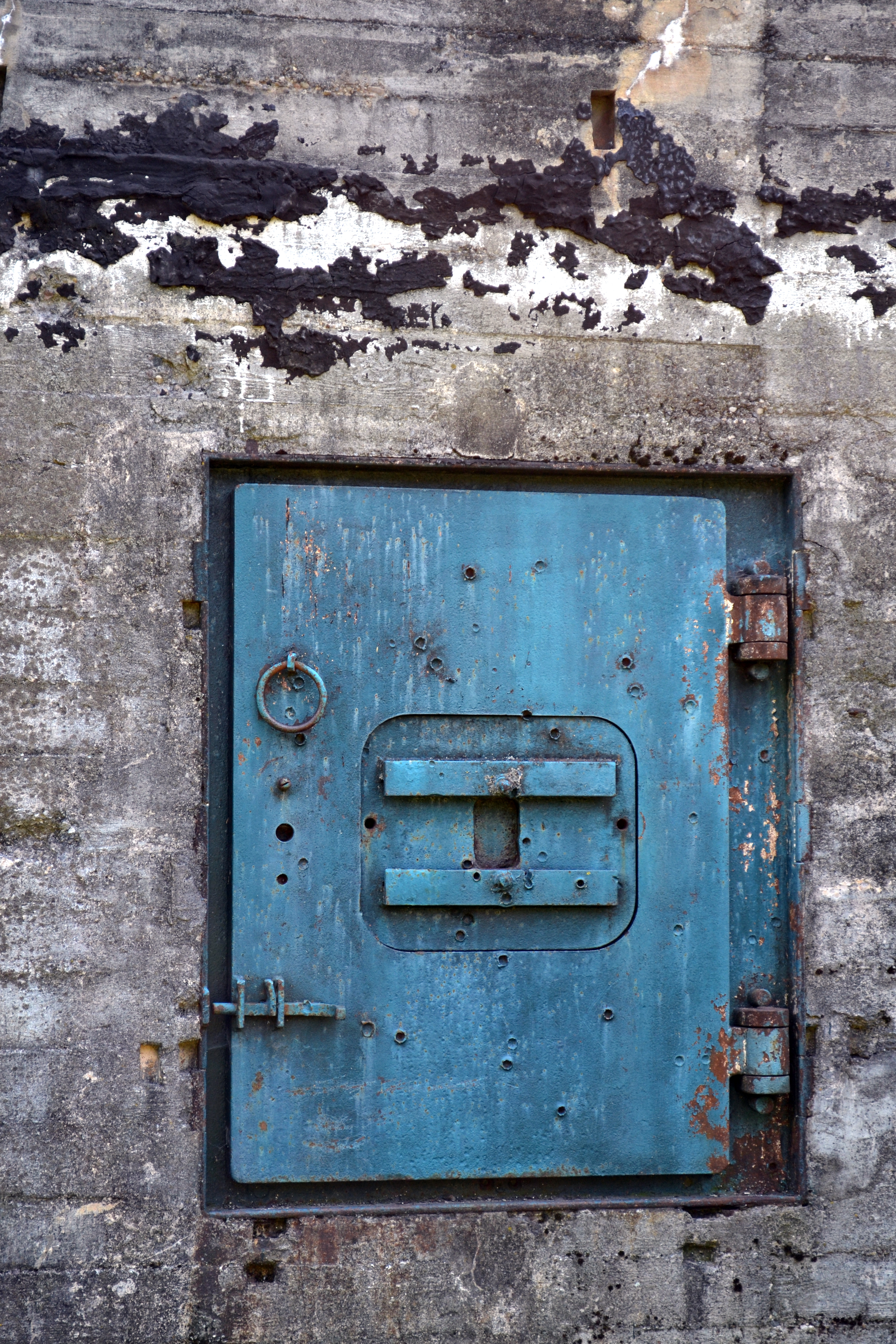
Вхід до бункера
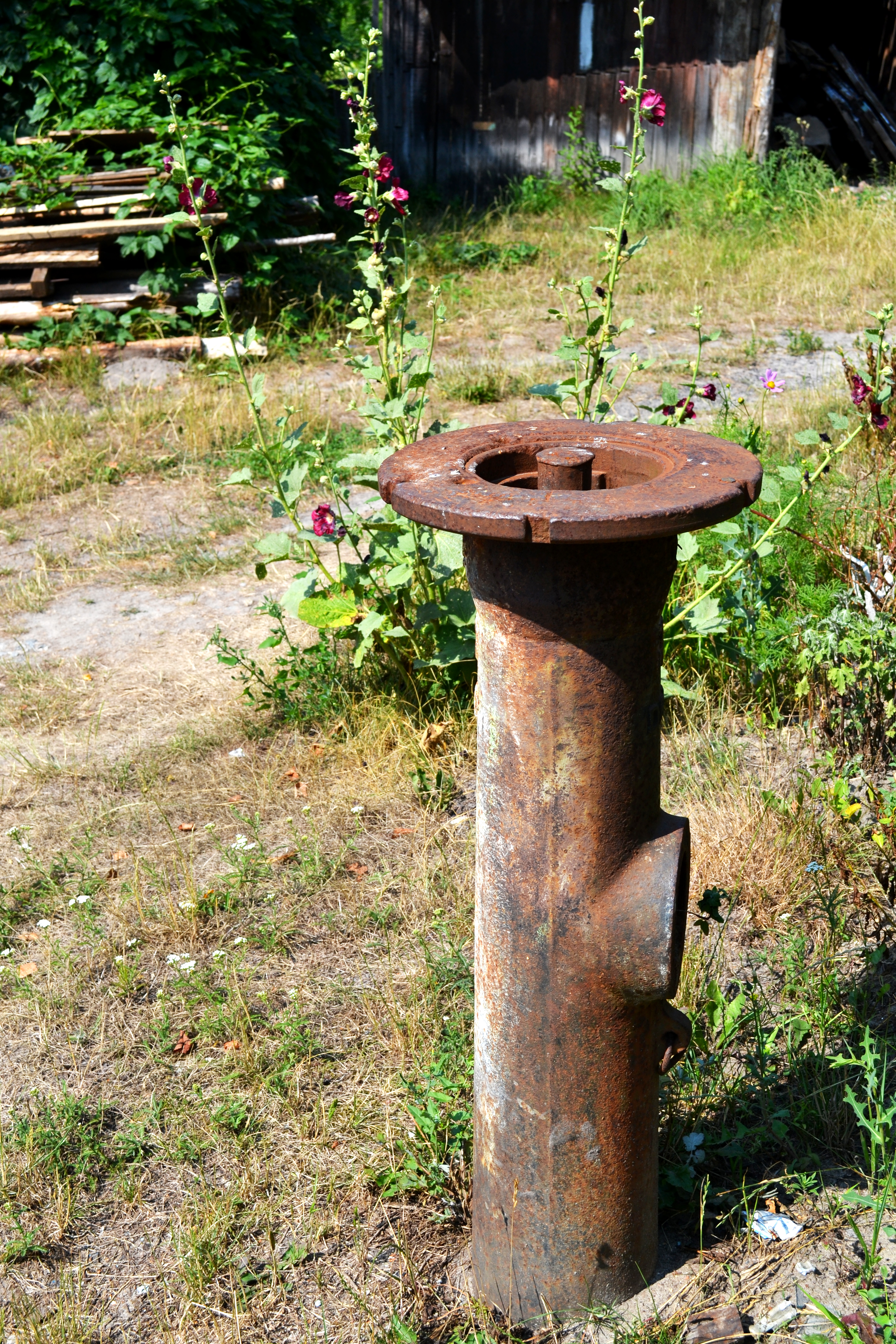
Німецький гідрант
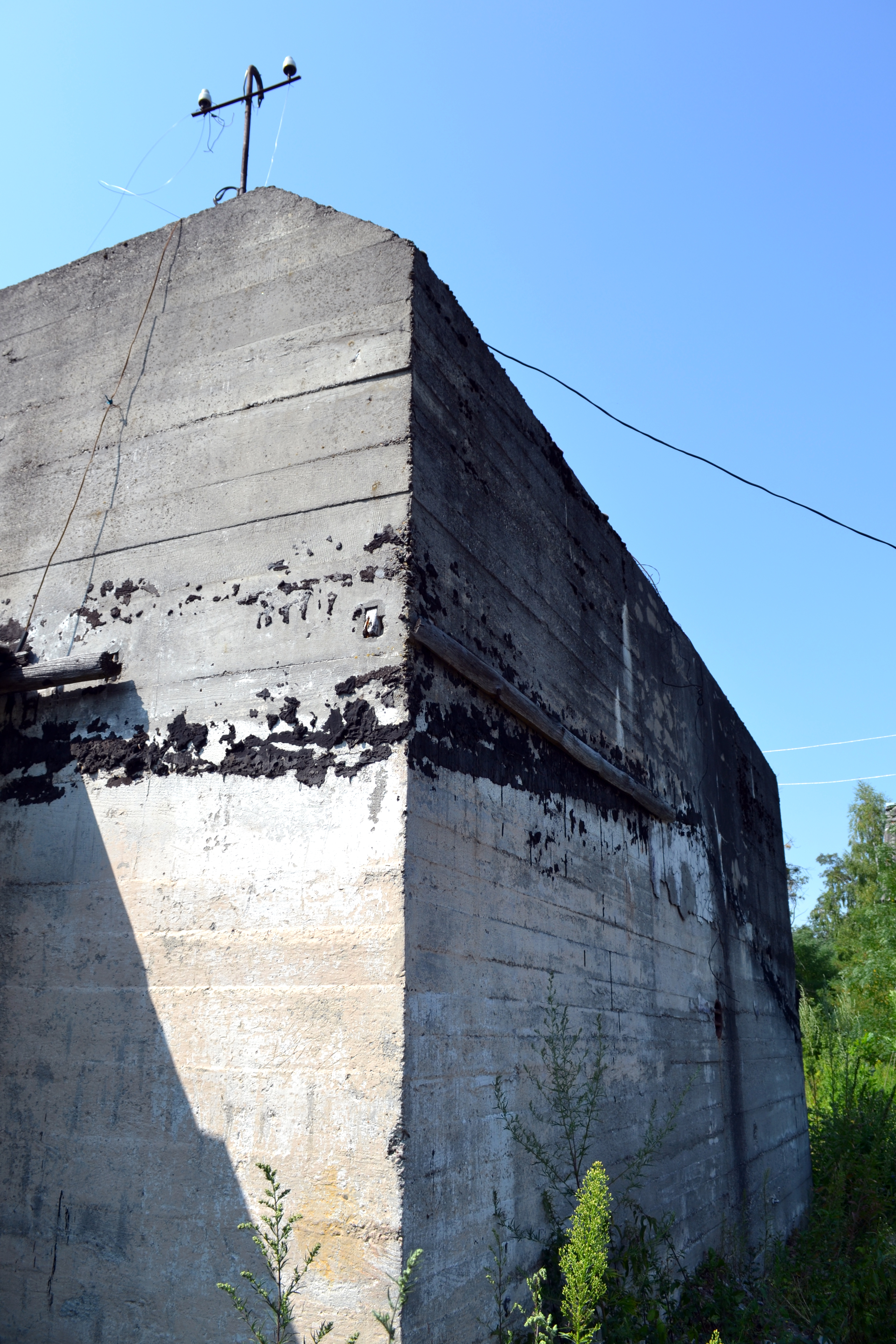
Стіни бункера
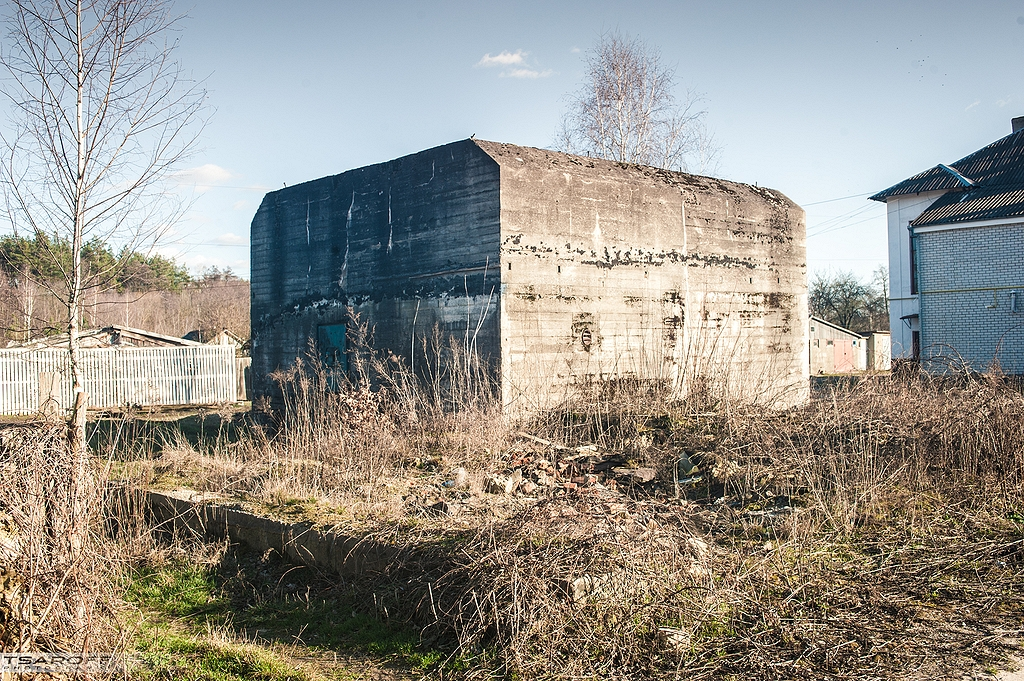
Залізобетонний наземний бункер типу Regelbau 101